# 博勒加尔城堡 (卢瓦-谢尔省)

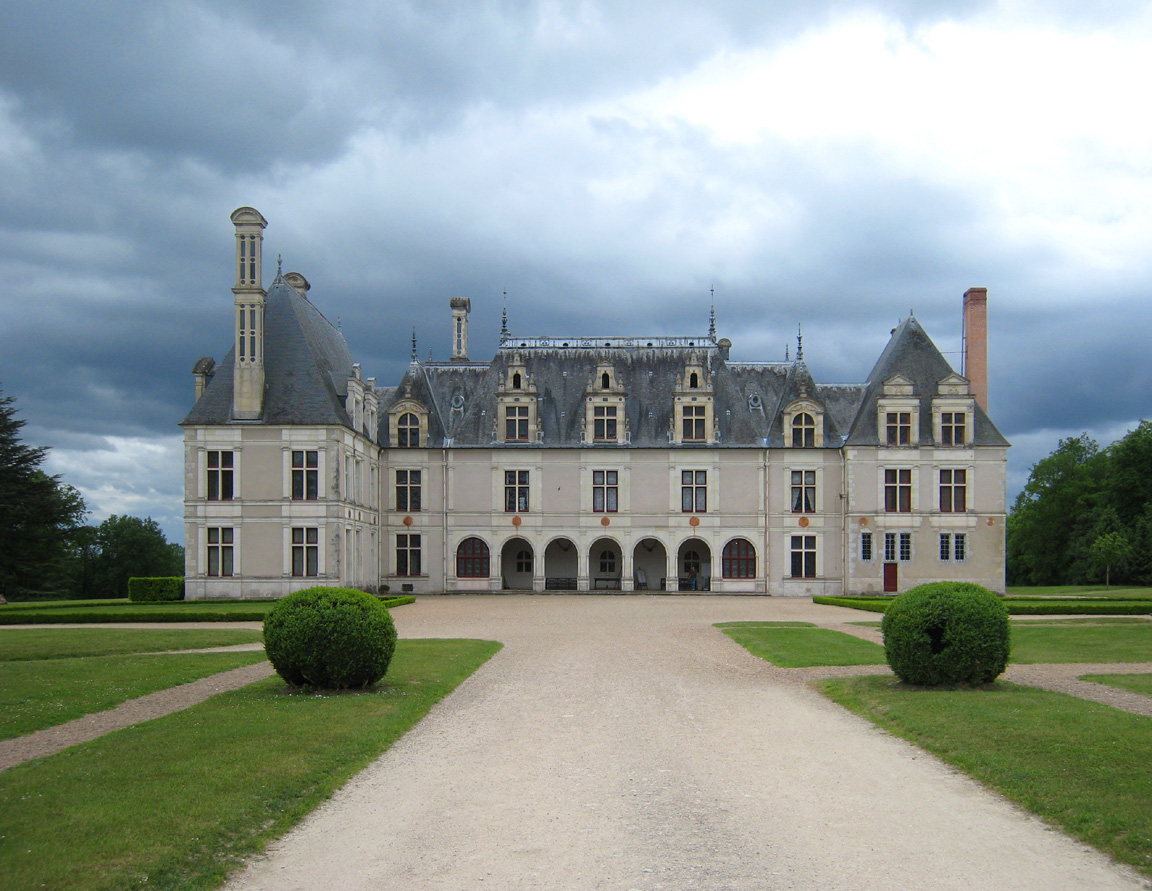
博勒加尔城堡

博勒加尔城堡（法語：Château de Beauregard）是法国卢瓦尔河谷城堡群中的一座城堡，建于16世纪，为文艺复兴风格，位于卢瓦尔-谢尔省布卢瓦区塞莱特，在布卢瓦以南，距离其他著名的卢瓦尔河城堡（例如舍韦尼城堡）不远。城堡虽然仍然有人居住，但游客可以参观。城堡以其 17 世纪装饰的肖像画廊而闻名，拥有327 幅名人肖像。1840年，博勒加尔城堡首批列为法国历史遗迹。